# Ouadane
Ouadane (Arabisch: وادان) is een oude handelsstad centraal gelegen in Mauritanië, 93 km ten noordoosten van Chinguetti. In 2000 telde de plaats 3.695 inwoners. De hedendaagse nederzetting bevindt zich buiten de stadsmuren van de historische stad, de ksar. 40 km ten noordoosten van Ouadane, in de Maur Adrar-woestijn bevindt zich de Richatstructuur.
De oorsprong van de stad is erg verbonden met de trans-Sahara handelswegen die door dit gebied lopen en werd door karavanen aangedaan actief in het transport van zoutplaten. Een Portugese handelspost werd in Ouadane opgericht in 1487 maar werd vrij snel terug verlaten.
De oude stad is in 1996 tijdens de 20e sessie van de Commissie voor het Werelderfgoed erkend als cultureel werelderfgoed en als onderdeel van de groepsinschrijving "Oude Ksour van Ouadane, Chinguetti, Tichitt en Oualata" toegevoegd aan de UNESCO werelderfgoedlijst.

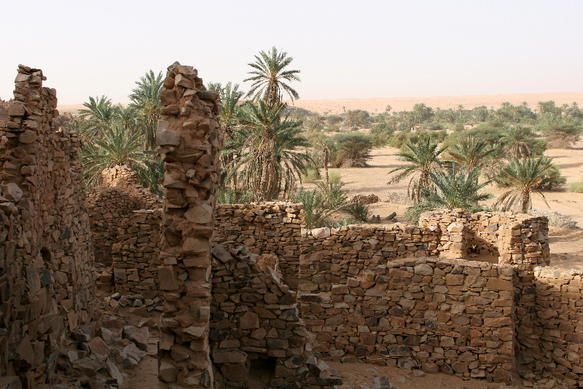
Ouadane

- Bibliothèque nationale de France: cb150707874 (data)
- Library of Congress Control Number: no2001003376
- Nationale Bibliotheek van Israël: 987007482452105171
- Système universitaire de documentation: 105629944
- Virtual International Authority File: 129332113